# Signalfarbe

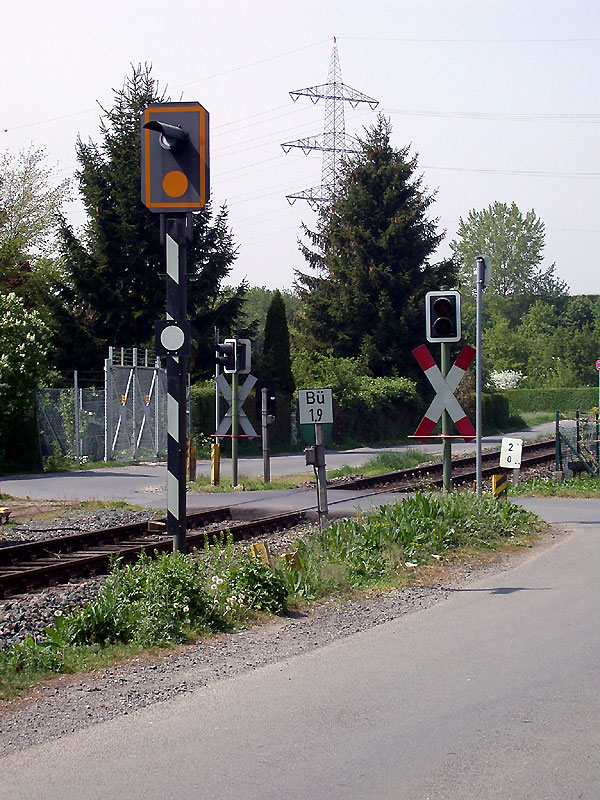
Unbeschrankter Bahnübergang in Deutschland mit Überwachungssignal (links), Straßensignal und Andreaskreuz

Bei einer Signalfarbe handelt es sich um eine auffällige Farbe, die eine Signalwirkung besitzt und häufig speziell als Warnsignal dient. Dabei ist der Farbkontrast bedeutsam.
Zur Erhöhung der Signalwirkung werden in manchen Bereichen Signalfarben in Neonfarben (Leuchtfarbe) ausgeführt. Mit der Kombination zweier kräftig kontrastierender Farben (z. B. weiße Zeichen auf rotem Grund) erreicht man eine deutlichere Wahrnehmbarkeit auf große Entfernung.
Auch die auffälligen Farbzeichnungen mancher Tiere werden von Verhaltensbiologen als Signalfarben bezeichnet, da sie der Kommunikation mit Artgenossen oder als Warnung an potentielle Fressfeinde dienen.

## Geschichte
Der Begriff stammt aus dem Bahnverkehr. Dort waren die ersten farbigen Signale Scheiben und Flaggen oder bei Nacht auch farbig abgeblendete Laternen. Im 19. Jahrhundert konnte man nur rotes, grünes und weißes Licht gut unterscheidbar erzeugen. Bei gelbem Licht befürchtete man bei den damals verwendeten Laternen eine Verwechslung mit den Farben Rot oder Weiß. Deswegen wurden zunächst zum Signalisieren die Farben Weiß für Fahrt frei, Grün für Achtung oder Langsamfahrt und Rot für Halt verwendet. Diese Farbkombination barg allerdings die Gefahr, dass bei Beschädigung einer Farbscheibe vor einer Laterne ein Halt- oder Vorsichtssignal zu einem Fahrt frei-Signal werden konnte. Auch wurde mit zunehmender Elektrifizierung die Verwendung von weißem Licht wegen der Verwechslungsmöglichkeit mit bahnfremden Lichtern problematisch. In Deutschland ging man deshalb ab 1910 und in Österreich ab 1931 dazu über, die Signalfarben von Weiß-Grün-Rot in Grün-Gelb-Rot zu ändern. In einigen Ländern, beispielsweise in Frankreich und Schweden, wurde die abweichende Bedeutung der Signalfarben bei Vorsignalen beibehalten.
Die bei der Eisenbahn verwendeten Signalfarben sind in Form der Wellenlänge des Lichtes international genormt, um Fehldeutungen auszuschließen. Üblich sind Rot, Grün, Gelb, Blau und Weiß, wobei blaues Licht in Deutschland auf Strecken des öffentlichen Verkehrs nicht genutzt wird. Wegen der gelblichen Lichtfarbe von Glühlampen wird das weiße Licht mit einer bläulichen Farbscheibe, genannt »Mondweiß«, erzeugt. Aus demselben Grund erscheinen grüne Farbscheiben bei Tageslicht blaugrün.

## Einsatz
Signalfarben werden in zahlreichen Bereichen verwendet, um Informationen oder Warnungen schnell und eindeutig zu übermitteln. Häufig sind sie Teil von genormten Farbcodes.
In der Seeschifffahrt wird seit dem 19. Jahrhundert der internationale Flaggen-Code genutzt, bei dem auch die farbliche Signalwirkung eine zentrale Rolle spielt. So signalisiert die gelb-schwarz karierte Flagge „Lima“ („Sofort stoppen!“) unmittelbaren Handlungsbedarf, während die rot-weiße Flagge „Delta“ („Haltet euch fern – ich manövriere mit Schwierigkeiten“) vor Gefahren warnt.
Im Straßenverkehr sind Signalfarben ebenfalls von Bedeutung. In Deutschland kennzeichnen blaues Blinklicht in Verbindung mit Einsatzhorn die Anforderung freier Bahn (§ 38 Abs. 1 StVO). Blaues Blinklicht allein wird zur Warnung vor Gefahrenstellen eingesetzt (§ 38 Abs. 2 StVO), gelbes Blinklicht zur Warnung bei langsam fahrenden oder haltenden Fahrzeugen (§ 38 Abs. 3 StVO). Ein synchron blinkendes gelbes Heckwarnsystem darf nur im Stand oder bei Schrittgeschwindigkeit betrieben werden (§ 52 Abs. 11 StVZO).
Zur besseren Erkennbarkeit werden Einsatzfahrzeuge häufig mit auffälligen Beklebungen versehen. Eine in den 2010er Jahren eingeführte Form ist die sogenannte Battenberg-Markierung, ein kontrastreiches Schachbrettmuster aus fluoreszierenden und retroreflektierenden Flächen, das bei Tag und Nacht hohe Sichtbarkeit bietet. In Bayern wird dieses Muster seit 2017 bei Rettungsfahrzeugen eingesetzt, in Schleswig-Holstein seit 2019. Weitere Organisationen wie das DRK nutzen es seit 2020 bundesweit.